# Srebrenka Sekulić-Gvozdanović
Srebrenka Sekulić-Gvozdanović (Sena Sekulić-Gvozdanović) (Banja Luka, BiH, 12. travnja 1916. – Zagreb, 27. studenoga 2002.), hrvatska arhitektica,  "prva dama hrvatske arhitekture"
Rođena u Banjoj Luci. Studirala na Arhitektonskom fakultetu u Zagrebu, na kojem je doktorirala na temu Crkve-tvrđave u Hrvatskoj. Na istom je fakultetu bila profesorica od 1970. do 1986. godine i dekanica. Bavila se tipologijom srednjovjekovnih urbanih cjelina, pisala o Jurju Denzleru, Andri Mohorovičiću, Đurđici Cvitanović, Etienne-Louisu Boulleeu, Ivi Geršiću, Josipu Budaku. Objavljivala članke u Čovjek i prostor, Zborniku za narodni život i običaje južnih Slavena, Godišnjaku zaštite spomenika kulture Hrvatske, Kaj, Bulletin Odjela VII za likovne umjetnosti JAZU, Život umjetnosti. Slovila je kao pionirka istraživanja baštine u kontinentalnoj Hrvatskoj i bila je vodeća znanstvenica na području povijesti hrvatske arhitekture.
Bila je prva asistentica, docentica i profesorica na Arhitektonskom fakultetu, prva dekanica, te profesor emeritus, to jest prva žena koja je bila znanstvenih zvanja na ovom fakultetu.
Od 2000. godine članica HAZU.
Dobitnica je najviših znanstvenih počasti. Ističu se nagrada Viktor Kovačić za životno djelo u arhitekturi, te nagrada za životno djelo Vladimir Nazor.
Od 2005. njoj u čast održava se memorijalni dan Sene Sekulić-Gvozdanović.

## Djela
Istaknuti projekti:
- Muzej arheoloških spomenika u Splitu, s M. Kauzlarićem
- Obnova crkve u Franjevačkom samostanu u Gučoj Gori [4]

Knjige:
- Povijest arhitekture 1, 1962.
- Povijest arhitekture 2, 1963.
- Crkve - tvrđave u Hrvatskoj, 1994.
- Wehrkirchen in Kroatien, 1994.
- Fortress Churches in Croatia, 1995.
- Žena u arhitekturi: tragom žene kreatora i žene teoretičara u povijesti arhitekture, 1998.
- Arhitekt Juraj Denzler, 2000.
- Islamski vrtovi i dvorovi, 2004.
- Utvrđeni samostani na tlu Hrvatske, 2007.

## Vanjske poveznice
- Hrvatska znanstvena bibliografija
- Sekulić-Gvozdanović, Sena Hrvatska tehnička enciklopedija, portal hrvatske tehničke baštine. LZMK